# Transport w Madrycie

Strefy komunikacyjne na obszarze Madrytu

Transport w Madrycie jest siecią komunikacyjną, która pozwala na swobodny przepływ towarów i osób pomiędzy różnymi częściami miasta oraz pomiędzy nim a innymi gminami regionu.
Komunikacja odbywa się za pomocą różnych środków, takich jak: metro, pociągi podmiejskie, autobusy miejskie, tramwaje, kolejka liniowa – Teleférico, taksówki, także miasto jest siedzibą międzynarodowego portu lotniczego Barajas.

## Metro

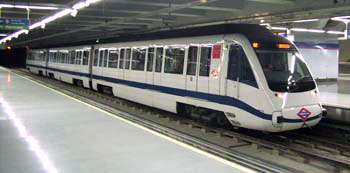
Nowoczesny pociąg madryckiego metra na linii 8

Najpopularniejszy środek lokomocji w Madrycie. Jedna z największych tego typu konstrukcja na świecie. Jeździ ono szybko, często, prawie całą dobę (od 6.05 rano do 2.00 w nocy). Madryt posiada dwanaście linii metra, w tym jedną bardzo krótką (nr 11) trzy stacje i dwie okrężne. Circular - linia nr 6 – kursująca w samym mieście oraz Metrosur (nr 12) – łączącą południowe rejony przedmieść. Ma też krótką linię wahadłową (R) pomiędzy centralnie położoną operą i dworcem Príncipe Pio. Sieć madryckiego metra ma wiele dogodnych stacji przesiadkowych i połączeń z dworcami autobusowymi, kolejowymi oraz z lotniskiem Barajas. Wiele stacji ma po kilka wyjść, związane jest to z dużą powierzchnią placów, jednakże każda stacja jest dobrze oznaczona, na ścianach są tablice oznaczające kierunki. Większość stacji posiada platformy przystosowane dla osób niepełnosprawnych. W zależności od linii – od tego, kiedy została skonstruowana lub zmodernizowana – stacje prezentują różny standard, niektóre stacje są zupełnie zwyczajne posiadające jedynie perony dla oczekujących a inne oprócz peronów posiadają na swym terenie różne sieci sklepów i centrów handlowych.Metro obsługiwane jest przez różne typy taboru.

## Autobusy

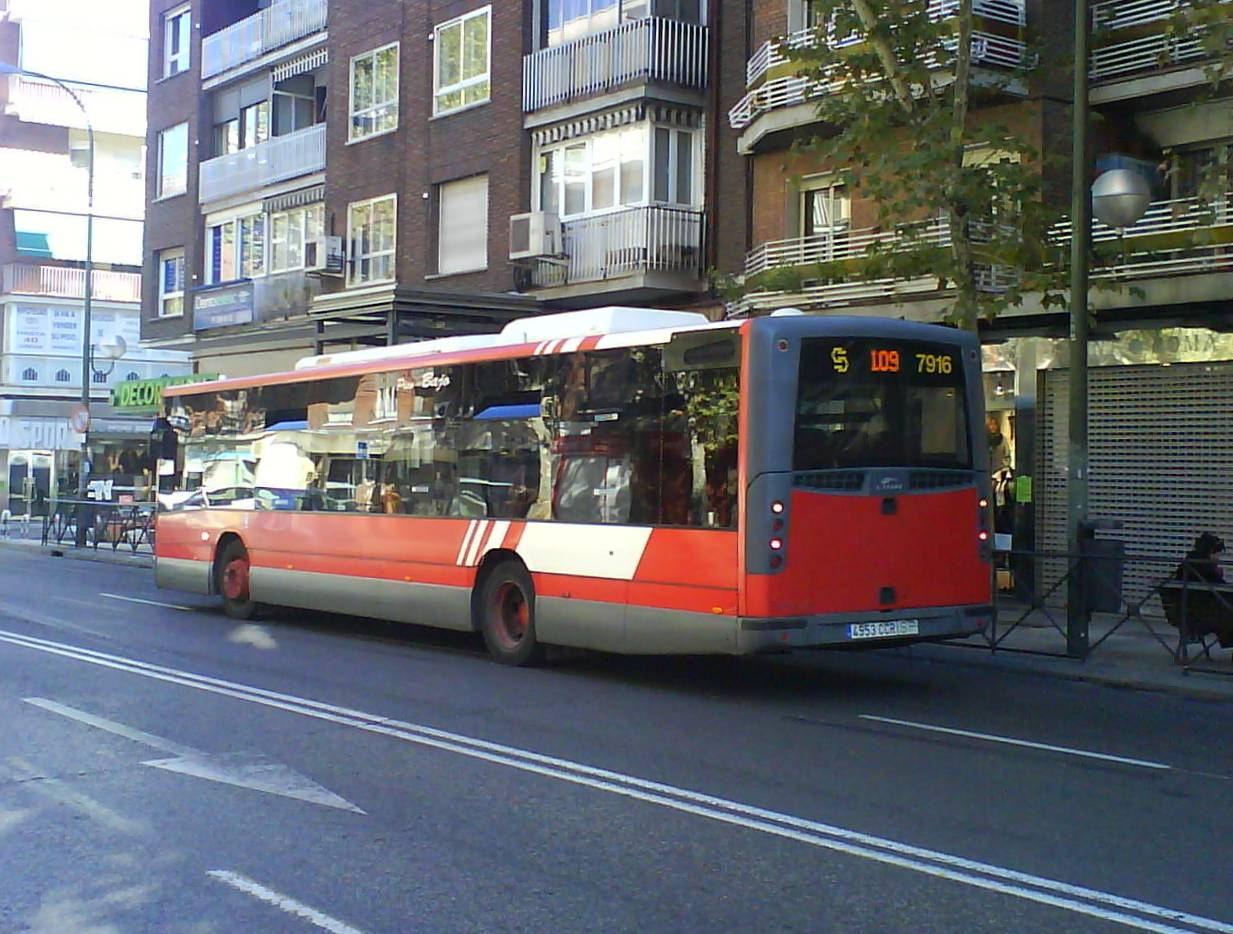
Autobus miejski na linii 109

W samym Madrycie istnieje ponad 200 regularnych (miejskich) linii autobusowych. Funkcjonuje tutaj kilka typów autobusów miejskich – prócz regularnych kursują także nocne, uniwersyteckie, turystyczne: zazwyczaj piętrowe z górnym pokładem, odkrytym i specjalne. Madryt dysponuje też siecią autobusów podmiejskich. W celu usprawnienia komunikacji do autobusów wsiada się wyłącznie przednimi drzwiami i kasuje się bilet w kasownikach umieszczonych naprzeciw wejścia, zaś wysiada się drzwiami środkowymi i tylnymi. Wszystkie autobusy posiadają umieszczone pod sufitem wyświetlacze, na którym widnieje trasa, kierunek, najbliższy przystanek oraz data i godzina. Na przystankach zamiast rozkładu jazdy mamy schemat trasy, dokładnie zaznaczony przystanek, na którym właśnie się znajdujemy, oraz elektroniczne wyświetlacze informujące o liniach odjeżdżających z danego przystanku i czasie przyjazdu autobusu. 
Miasto posiada system dużych stacji przesiadkowych – tzw. intercambiadores – obejmujących, prócz autobusów i metra, także pociągi, autobusy podmiejskie i autokary dalekobieżne.
Bilety na autobusy miejskie i metro. Jest kilka rodzajów różnego typu biletów: okresowe lub na określoną strefę. W bilet zaopatrzyć się można w kasach lub w automacie na każdym przystanku.

## Tramwaje

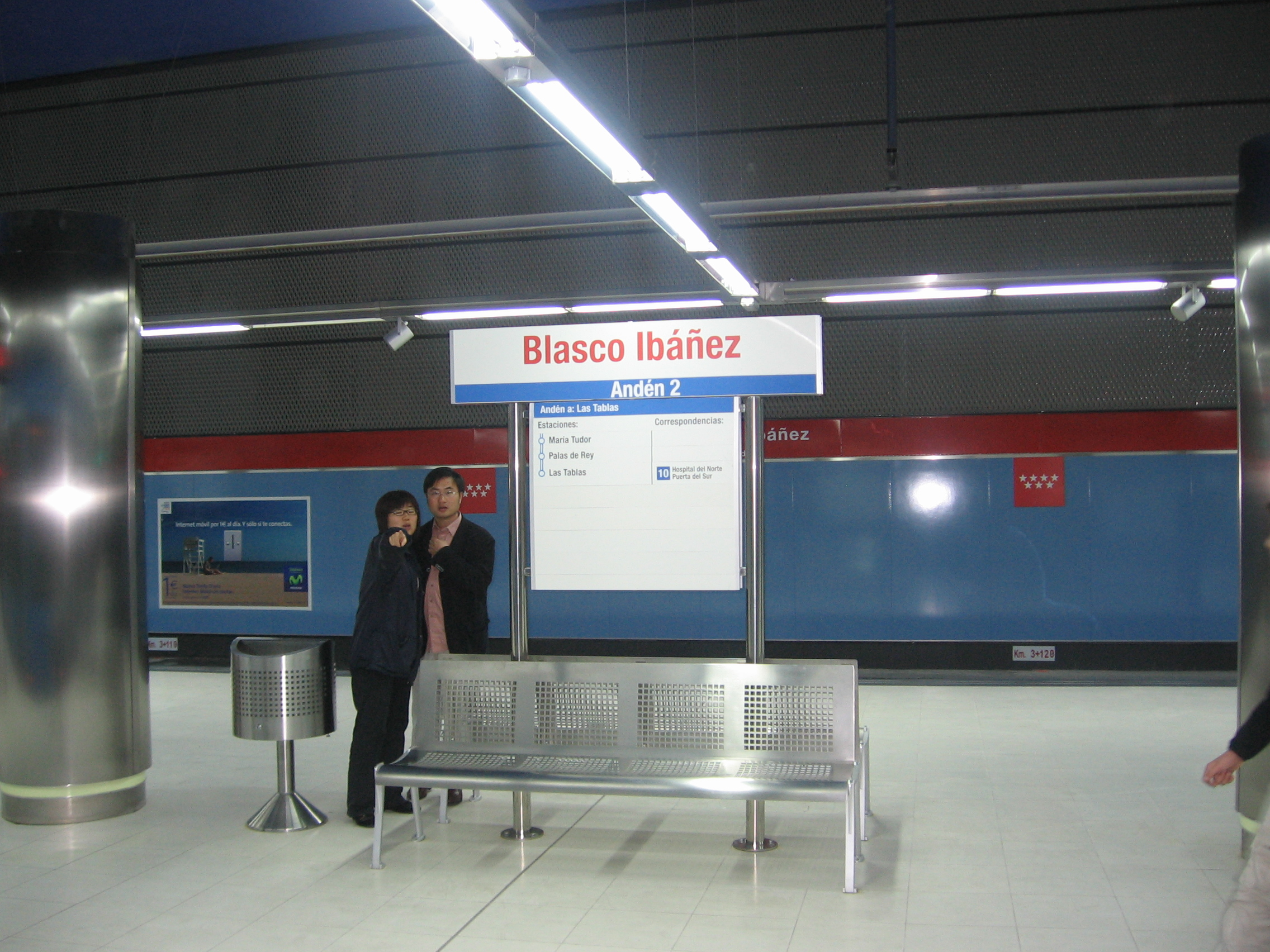
Stacja Blasco Ibáñez na trasie linii 1 Metro Ligero

W latach 2003–2007 w ramach programu rozbudowy komunikacji miejskiej w Madrycie wprowadzono w ramach rozległej sieci metra nowy środek transportu - tramwaj. Metro Ligero to sieć nowoczesnych świetle linii tramwajowych, eksploatowanych poprzez niskopodłogowe tramwaje marki Alstom, w pewnym sensie są one współdziałającą siecią metra, gdyż linia  korzysta ze stacji metra i kursuje po pewnych podziemnych fragmentach korzystając z torów po których poruszą się metro. Obecnie w eksploatacji są 3 linie tramwajowe oraz planuje się budowę dwóch nowych linii.

## Teleférico
Jest to kolejka linowa kursująca nad miastem od Paseo Pintor Rosales poprzez rosaleda del Parque del Oeste, dworzec kolejowy Príncipe Pio, Kościół San Antonio de la Florida nad rzeką Manzanares kończąc podróż w Casa de Campo. Na ostatniej stacji kolejki teleférico jest restauracja, kawiarnia oraz parking, natomiast na stacji Paseo de Rosales jest parking z 350 miejscami parkingowymi i restauracja, obsługiwana przez tę samą firmę, która jest właścicielem teleférico.

## Kolej podmiejska

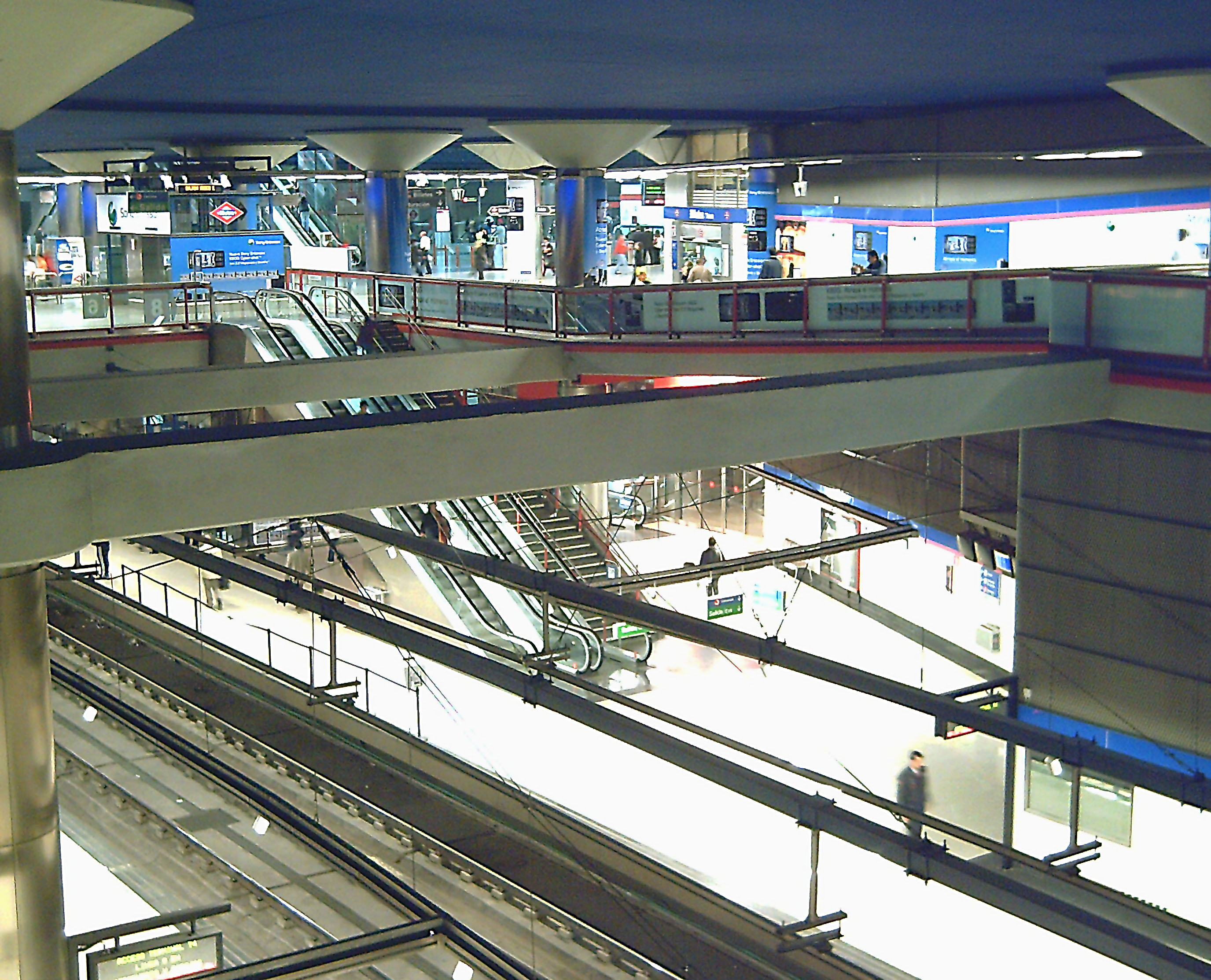
Stacja kolei podmiejskiej i metra Nuevos Ministerios w Madrycie

Kolej podmiejska – Cercanías, jest powiązana z koleją regionalną. W jej skład wchodzi 10 głównych linii Cercanías i trzy dodatkowe. Łączy ona stolicę Hiszpanii z okolicznymi miejscowościami. Bywa, że pociągi podmiejskie kursują tak często, jak metro. Centralną, węzłową stacją Cercanías jest główny dworzec Madrytu Atocha, skąd zwykłe pociągi dalekobieżne, metro oraz superszybka kolej AVE, a także w sezonie letnim zabytkowy Tren de la Fresa (pociąg truskawkowy), którym można dojechać do dawnej letniej rezydencji królewskiej – Aranjuez. Bilety na Cercanías kupić można w kasie lub w automatach biletowych. Wejścia na perony zaopatrzone są w bramki, podobnie, jak w przypadku stacji metra. Tabor jest sieci linii kolejowych jest nowoczesny, cichy, klimatyzowany; nad drzwiami wewnątrz wagonów zainstalowano wyświetlacze informujące o trasie danej linii, kolejnych stacjach, a także o temperaturze powietrza, dacie i godzinie.

## Transport lotniczy

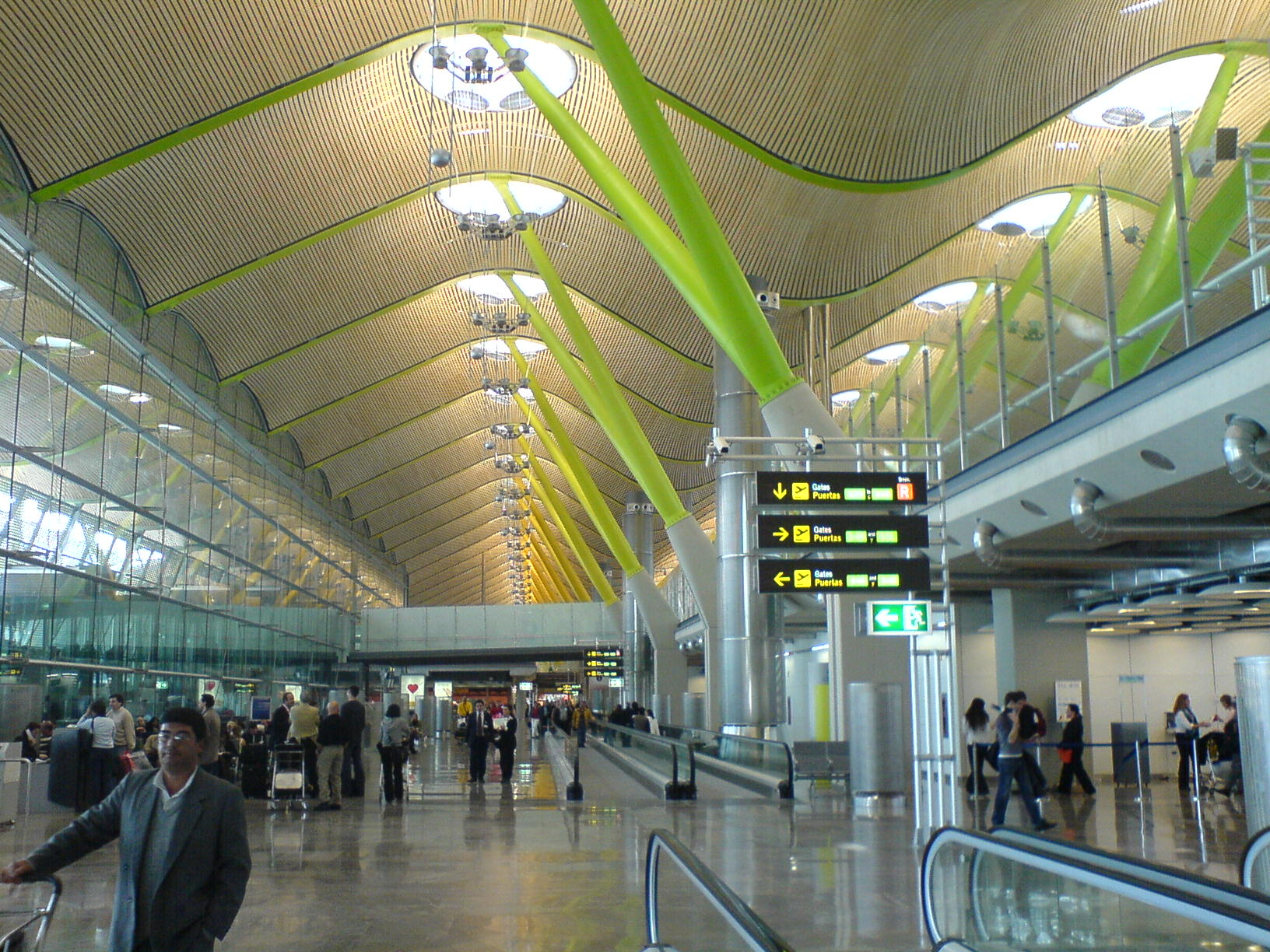
Nowo wybudowany Terminal T4

Port lotniczy Madrytu położony jest w północno-wschodniej części miasta, 12 kilometrów od centrum. Swoje usługi zaczął świadczyć już od 1928 r., lecz oficjalna inauguracja otwarcia miała miejsce w 1931 roku. Jest to główne lotnisko w Hiszpanii.
W 2005 r. z lotniska skorzystało 42 mln pasażerów, co stanowi wzrost o 15% w dniu dzisiejszym, zaś w 2007 r. z jego usług skorzystało już 52 mln pasażerów. Niedawno miała miejsce inauguracja nowego terminalu T4. Jest również jednym z najbardziej rozległych i ważnych lotnisk w świecie.
Lotnisko posiada połączenie z centrum miasta za pomocą linii nr 8 metra jak i wielu autobusów.
Madryt posiada również drugie mniejsze lotnisko Madryt-Cuatro Vientos, najstarsze lotnisko w kraju, założone w 1911 r., które położone jest ok. 8 km od centrum miasta, od 1970 r. lotnisko świadczy usługi cywilno-wojskowe.